# Ponlat-Taillebourg
Ponlat-Taillebourg – miejscowość i gmina we Francji, w regionie Oksytania, w departamencie Górna Garonna.
Według danych na rok 1990 gminę zamieszkiwało 461 osób, a gęstość zaludnienia wynosiła 54 osób/km² (wśród 3020 gmin regionu Midi-Pireneje Ponlat-Taillebourg plasuje się na 622. miejscu pod względem liczby ludności, natomiast pod względem powierzchni na miejscu 1202.).